# 夕張市石炭博物館
夕張市石炭博物館（ゆうばりしせきたんはくぶつかん）は、北海道夕張市高松7-1にある博物館。
石炭の歴史村の整備に合わせてその中核施設として1980年（昭和55年）7月に開館したもので、1970年（昭和45年）開設の夕張市郷土資料館（後に夕張市炭鉱資料館に改称）を前身としている。
北海道の明治期以降の基幹産業となった石炭産業を、石炭と炭鉱のテーマに分け、石炭の生成から開発、利用など技術や労働、生活を実物の資料、坑道、石炭層などから紹介している。
旧北炭夕張炭鉱天竜坑を利用した採炭現場の動態展示など石炭産業関連としては世界でも有数の博物館である。
2013年（平成25年）に「郷土文化施設」となり、観光施設から文化施設に行政上の扱いが転換された。

## 施設概要

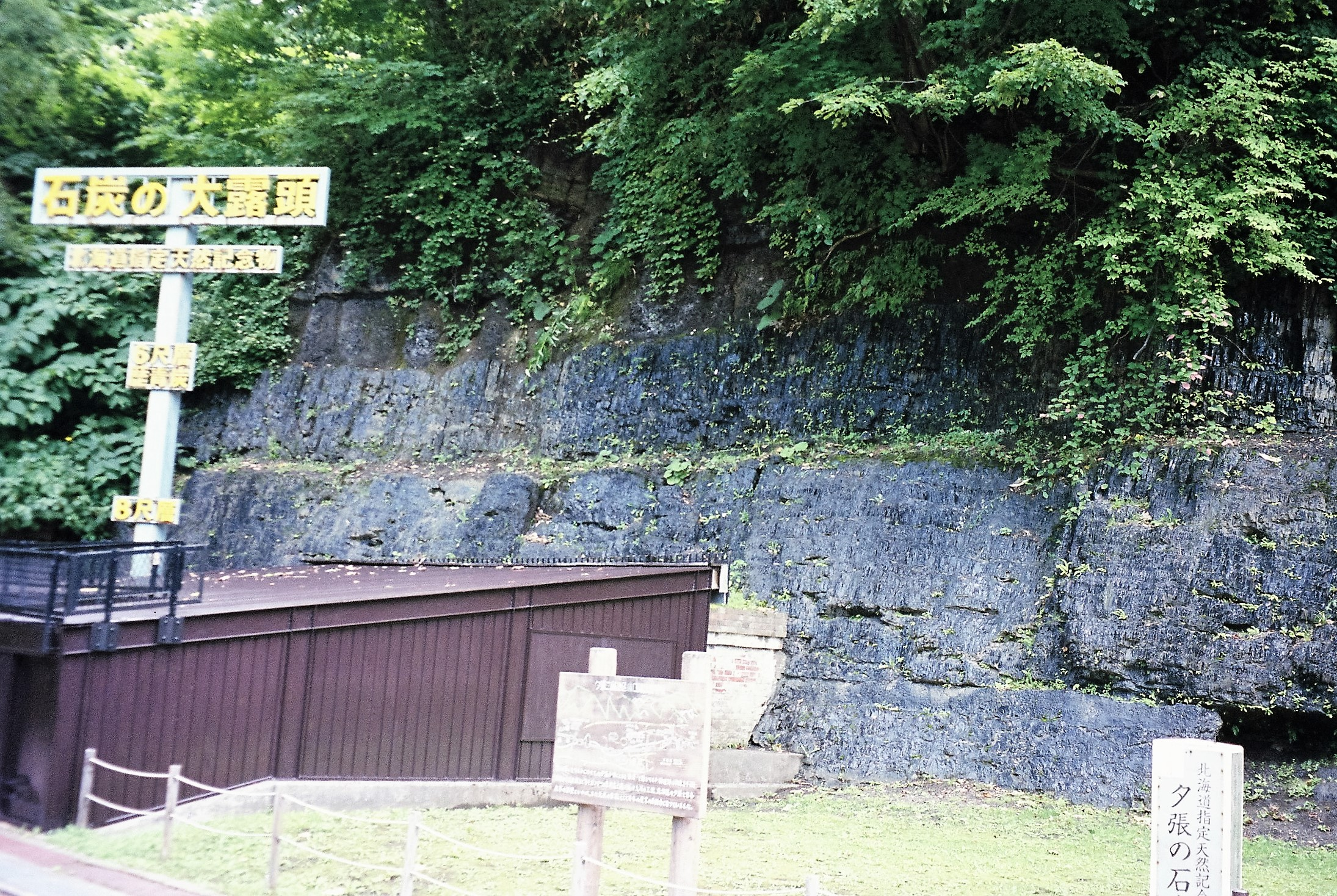
夕張の石炭大露頭

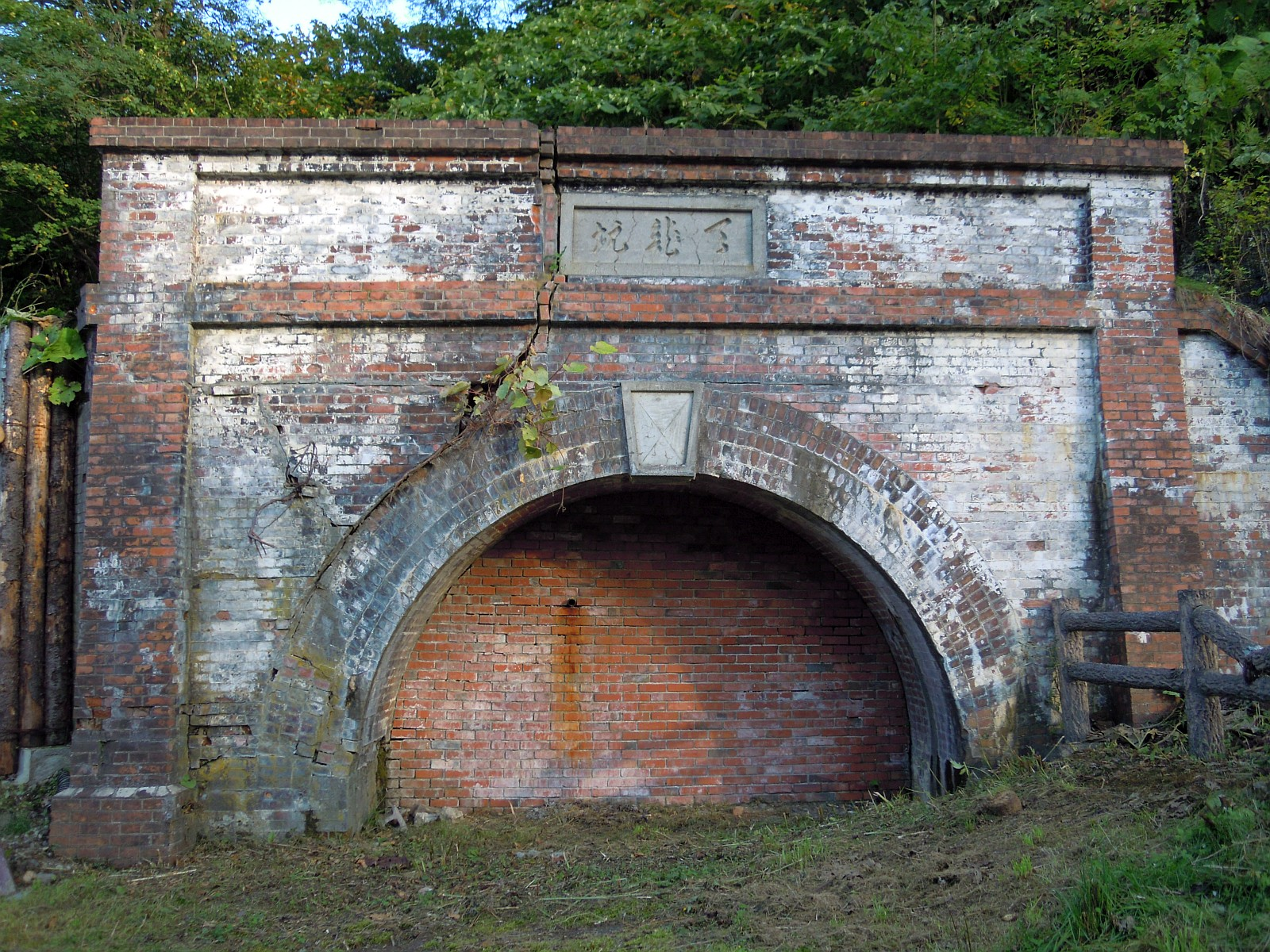
天竜坑坑口跡

### 夕張市石炭博物館
- 1階：無料開放エリア
  - ロビー
  - ホール「BAN HALL」（旧地質展示室）
  - サリバン型エアコンプレッサー
  - 受付・レリーフ「炭鉱」（多田美波作・旧日本炭鉱労働組合会館ビル設置）
- 2階：展示室
  - 導入展示「夕張の目次」
  - メイン展示室
  - 地下方面エレベーター
- 地下：坑道展示室
  - 炭鉱機械館[8]
  - 採炭作動館
  - 模擬坑道「史跡夕張砿」（登録有形文化財）[8][9] - 北炭が1939年（昭和14年）、皇族見学用として整備した坑道。実際の石炭層に接している[10][11]。
- 屋外：夕張の石炭大露頭[9]（北海道指定天然記念物、日本の地質百選）
- 展示品・収蔵品
  - 石炭産業資料／約5000点
  - 地学資料／約500点
  - 生活資料／約3000点
- 石炭博物館本体とは別に、民俗・生活資料を展示する炭鉱生活館。石炭輸送に活躍した蒸気機関車などの鉄道関係資料を展示するSL館などを展示サテライトとして持つ。また、周辺の北炭夕張炭鉱関連施設は登録有形文化財となっている。郷愁の丘センターハウス及び生活歴史館にも一部郷土関係資料が収蔵・展示されていたが、郷愁の丘は閉鎖となった。

## 付属施設

### ゆうばり化石館（ゆうばり化石のいろいろ展示館）
入場無料。夕張で採取されたアンモナイトの化石など約250点の標本を展示する。2016年からリニューアル予定とされていたが、2018年の博物館再オープン時には復活しなかった。

### 炭鉱（やまの）生活館
全盛期の北炭夕張炭鉱地区のパノラマ模型、炭鉱住宅の模型や、内部の再現。その他、生活関連資料を展示する。
外観は1920年（大正9年）に北炭により建設された夕張工業高校校舎（鉱滓煉瓦造）の外観を模している。
施設の老朽化により2013年11月4日付けでの夕張リゾートより指定管理者返上・閉鎖が予定されていたが、その後も存続となった。石炭博物館とは別料金となっているが、先に石炭博物館の入館券を購入すれば無料で見学可能となっていた。
その後2015年に外壁の剥落などの老朽化進行を理由に、財政再生計画の変更に解体予算が盛り込まれ解体された。

### SL館

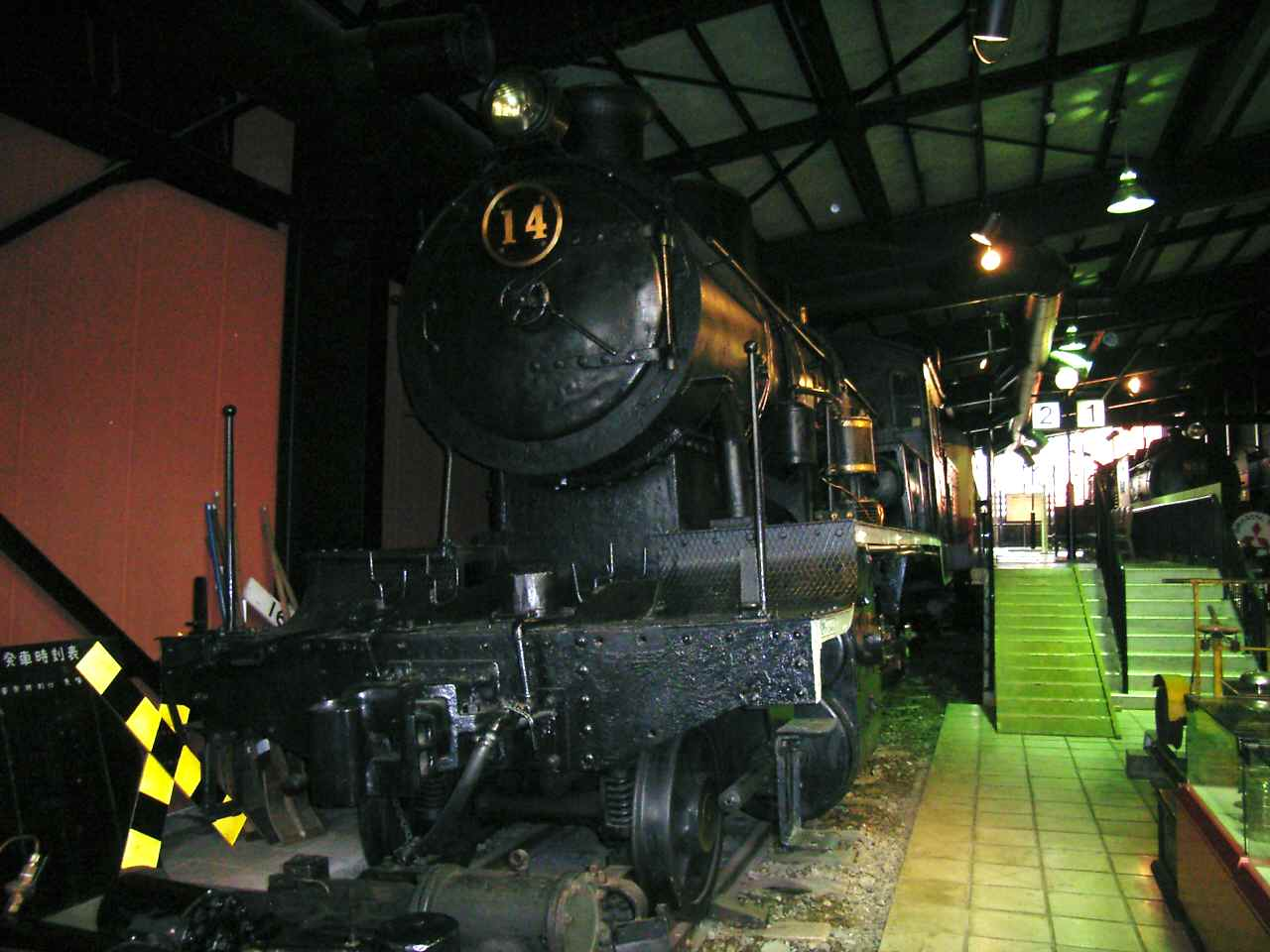
石炭の歴史村SL館に保存されている14号機

石炭輸送や市民の足となり活躍した夕張鉄道14号機・客車ナハニフ151、三菱大夕張鉄道4号機の他、国鉄夕張線や北炭真谷地専用鉄道の関連資料も含め、保線車両、車両部品、駅備品、模型、映像などにより展示している。
2008年（平成20年）10月末に夕張リゾートにより指定管理が返上され、一部資料は石炭博物館への移設・展示が検討されているものの、保存車両の扱いは未定である（日本経済新聞北海道地方版・2008年11月11日付）。
2009年（平成21年）9月5・6日の両日、JR北海道の臨時列車「SL夕張応援号」運行に伴う歓迎行事の一環として同市内で鉄道遺産の保存活動を進める三菱大夕張鉄道保存会の管理により特別に無料公開された他、同会主催のバスツアー等で特別に公開されている。
2013年（平成25年）に「郷土文化施設」となって観光施設から文化施設に行政上の扱いが転換されたことに伴い、SL館も国の補助金も活用した改修を行って存続する方向とされたが、その後再開には至っておらず公開は主に毎年2月に行われる三菱大夕張鉄道保存会による「SL館雪おろしバスツアー」時のみに限られる。この他2018年には8月と9月に各1日ずつ、特別公開が実施された。
- 保存車両・展示品
  - 夕張鉄道14号機+客車ナハニフ151
  - 三菱大夕張鉄道4号機
  - ギースル・エジェクタ（誘導通風装置）
  - その他、軌道自転車・保線車両。駅備品、駅名標、開業案内・路線図、乗車券、鉄道模型等

## 財政再建と保存・運営
夕張市の施設を第三セクターの株式会社石炭の歴史村観光が受託管理する官設民営方式により運営されていたが、第三セクターに出資している夕張市の財政再建団体申請に伴う事業見直しにより、2006年（平成18年）10月22日限りで休館となった。
休館後の2006年（平成18年）11月29日に第三セクターが札幌地方裁判所に自己破産を申請し、夕張市が直接管理、冬季間も文献調査などには対応を行っていた。
こうした休館に危機感を抱き、貴重な炭鉱遺産を守ろうと北海道産業考古学会を含めた道内外の研究者から「採炭機械などが保存されている国内で他に例がない貴重な施設」としてが存続を求める声が上がり、2006年（平成18年）11月25日と26日に存続を訴えるシンポジウムの開催や署名集めも行われた。
また、元炭鉱員たちが自主的に模擬坑道を補修するといった実務面での協力も行われたほか、元館長の青木隆夫たちが運営の受け皿になる団体を設立して存続を図る構想も示された。
こうした動きもあり、2007年（平成19年）以降の運営について民間委託等も含め検討を行った結果、2007年（平成19年）2月に加森観光が運営を受託することが決定した。
そして、加森観光の関連会社である夕張リゾートの運営で2007年（平成19年）4月27日に再開した。
再開後は歴史村全施設一括のパスポート方式導入されており、2009年（平成21年）には新設の施設との相乗効果などで前年同期より40%以上入場者が増加している。
この再開に当たっては、元館長の青木隆夫が夕張リゾートの社員として入社しているが、青木の報告によれば「博物館の資料を所有する市は予算がなく、外部への提供もできない状況」となっており、その資料の活用法を探るシンポジウムも開催された。
こうした資料の収集・調査・研究などの博物館機能がどう担われるのかを巡る問題点の指摘もあり、2009年（平成21年）には夕張市が市内の廃止施設に保管する旧北炭の地質資料を市職員の手で整理・保存して行くための作業も開始している。
その他にも、老朽化から修繕が必要になっていることもあり、2010年（平成22年）に夕張市が「石炭博物館のあり方検討委員会」を設置して当館の再評価が行われることになった。
そして、同委員会が同年11月24日に「存続を前提に、市民に開かれた博物館として運営すべきだ」とする報告書をまとめ、藤倉肇市長に提出した。
2011年（平成23年）には立て坑やぐらやエレベーターなどを対象に大規模修繕が行われた。
2013年（平成25年）に「郷土文化施設」となり、観光施設から文化施設に行政上の扱いが転換されたことに伴い、国の補助金も活用した改修を行って存続する方向となった。
また、2008年（平成20年）10月末には施設の老朽化による採算性などを理由に一部施設の指定管理が返上され、2013年（平成25年）11月にも同様に施設の老朽化による採算性などを理由に追加で一部施設の指定管理が返上されることになった。
こうした状況の中、加森観光は2015年をもって指定管理者を返上し、再び運営は停止した。
これを受けて夕張市は2016年から2か年で7億5千万円を投じて開館後初の大規模改修を実施し、2018年4月28日に営業を再開した。この改修は、炭鉱文化と再生への街の歩みを発信する重要施設として踏み切ったものである。1階を無料開放のホールに転換の上、2階に有料展示を集約し、炭鉱閉山後の観光開発や財政破綻に関する内容を追加し街の盛衰を辿る内容に刷新した。また、同年より指定管理を岩見沢市のNPO法人「炭鉱の記憶推進事業団」が受託する。

## 火災
2019年4月18日夜、博物館内の模擬坑道において火災が発生した。当日は通路などの補修のため、溶接工事が行われていた。坑道の石炭層が燃焼し、坑道に注水するとともに、空気の流入を遮断して燃焼を止める2面作戦で消火作業を続けた。2019年は4月27日より通常営業の予定だったが、鎮火しないために5月12日以降への延期された。
5月13日、夕張市の厚谷司市長は同日開催の有識者会議で専門家の意見を聞いて火災の鎮火宣言を行った。人的被害はなく、博物館本体も被害はなかったが、6月の時点で展示の目玉である坑道は注水によって水没したままとなっている。6月8日に本館と地下展示室の営業のみ再開し、（坑道が見学できない代替として）入場料の値下げも行われた。坑道の排水作業は、水質検査などを実施して判断するとされる。
2020年7月には有識者会議にて室蘭工業大学の板倉賢一教授が再開可能の見解を示したが、2021年5月上旬には天井部に約2メートルの空洞が発見されたことが公表され、6月には2023年度の模擬坑道営業再開の方針を発表した。
2025年（令和7年）4月19日、ふるさと納税型クラウドファンディングによる支援等により復旧され、模擬坑道の公開が再開された。

## 開館時期
- 毎年4月下旬 - 11月初旬（外部リンク参照）
  - 冬季は団体見学者のみ受け入れ。

## 交通アクセス
- 夕鉄バス夕張市内線「夕張市石炭博物館」停留所。